# Camedon
Le Camedon est un ruisseau français qui coule en région Occitanie, dans les départements de l'Ariège et de la Haute-Garonne. C'est un affluent direct de l'Arize en rive droite et un sous-affluent de la Garonne.

## Géographie
Selon le Sandre, la branche-mère du Camedon porte d'abord le nom de ruisseau du Camusou et prend sa source, en Ariège, vers 350 mètres d'altitude, sur la commune de Sieuras, près du lieu-dit Serrebraque. Après avoir reçu le ruisseau de Bernès sur sa droite, il prend le nom de Camedon.
Il conflue en rive droite de l'Arize, à moins de 200 mètres d'altitude, sur la commune de Rieux-Volvestre, près du lieu-dit Renaudis.
Son cours va du sud-est au nord-ouest. La longueur de l'ensemble ruisseau du Camusou-Camedon est de 16,6 kilomètres, en faisant ainsi le plus long affluent de l'Arize.

### Affluents
Le Camedon compte douze affluents répertoriés par le Sandre, le plus long avec 5,6 kilomètres étant le ruisseau de Mesplès, ou ruisseau des Castagnès en rive gauche.

### Départements et communes traversés
En région Occitanie, le Camedon arrose deux départements et huit communes,. 
- Ariège
  - Sieuras (source)
  - Méras

- Haute-Garonne
  - Lapeyrère
  - Latour
  - Bax
  - Latrape
  - Mailholas
  - Rieux-Volvestre (confluence)